# Masaki Chugo
Pour les articles homonymes, voir Masaki (homonymie).
Masaki Chugo (中後 雅喜, Chugo Masaki) est un footballeur japonais né le 16 mai 1982. Il évolue au poste de milieu de terrain devenu entraîneur.

## Palmarès
- Champion du Japon en 2007 et 2008 avec les Kashima Antlers
- Vainqueur de la Coupe du Japon en 2007 avec les Kashima Antlers